# Embaixada de São Tomé e Príncipe em Lisboa
A Embaixada de São Tomé e Príncipe em Lisboa é a principal missão diplomática de São Tomé e Príncipe em Portugal, na capital Lisboa. Está situada na R. Laura Alves.
Atualmente, o embaixador de São Tomé e Príncipe em Lisboa é o Esterline Gonçalves.